# Paranonion
Paranonion es un género de foraminífero bentónico considerado un sinónimo posterior de Eponidella de la subfamilia Eponidellinae, de la familia Epistomariidae, de la superfamilia Asterigerinoidea, del suborden Rotaliina y del orden Rotaliida. Su especie tipo era Paranonion venezuelanum. Su rango cronoestratigráfico abarcaba el Mioceno.

## Clasificación
Paranonion incluía a las siguientes especies:
- Paranonion russiensis †
- Paranonion venezuelanum †